# Daniele e il leone
Daniele e il leone è una scultura realizzata da Gian Lorenzo Bernini tra il 1655 e il 1657 circa. Si trova collocata all'interno di una nicchia della Cappella Chigi, nella Basilica di Santa Maria del Popolo a Roma; mostra il profeta Daniele nella fossa dei leoni. Assieme alla statua di Abacuc e l'angelo, diagonalmente opposta, forma una più grande composizione.

## Storia

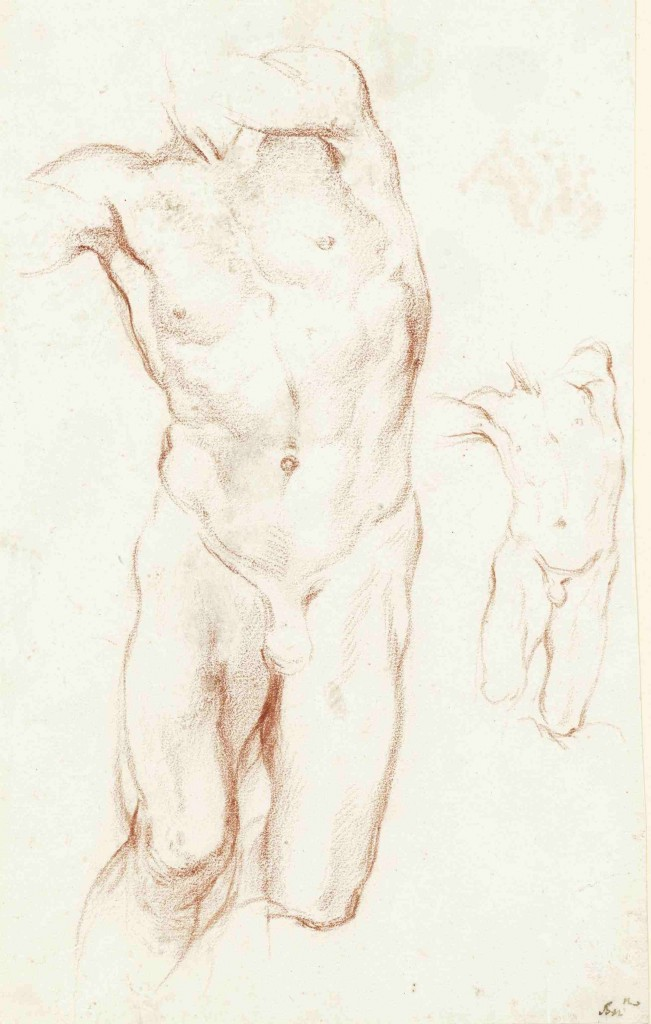
Studi per la statua, Lipsia.

Gian Lorenzo Bernini cominciò a lavorare alla cappella nel 1652 per conto di Fabio Chigi, cardinale presbitero della basilica. Il suo patrocinatore fu nominato papa nel 1655 con il nome di Alessandro VII, dando un notevole impulso al restauro della cappella funeraria. Fino ad allora, le due nicchie accanto all'altare erano ancora vuote mentre quelle a destra e a sinistra dell'ingresso erano occupate dalle statue scolpite da Lorenzetto, su disegni di Raffaello: Giona che esce dalla balena ed Elia.
Un disegno conservato dalla bottega del Bernini si è notato che l'architetto era inizialmente intenzionato a spostare le due statue raffaellesche nelle nicchie vuote ai lati dell'altare, tuttavia successivamente decise di fare diversamente. Realizzò, infatti, le due statue raffiguranti i profeti Daniele e Abacuc, collocandole diagonalmente una opposta all'altra, come se si guardassero. Bernini ha creato una relazione spaziale che ha ravvivato l'intera cappella, portando le sue forme classiche verso un nuovo utilizzo religioso.
La statua di Daniele fu collocata nella nicchia a sinistra dell'ingresso. Il 26 giugno 1657 Bernini ricevette 1000 scudi come compenso per la statua di Daniele, già in quel momento posizionata. I disegni preparatori conservati (quattro studi, attualmente presenti nel Museo delle belle arti di Lipsia) mostrano che Bernini ha tratto ispirazione dal celebre gruppo del Laocoonte. Tali disegni evidenziano il processo creativo attraverso il quale i modelli classici sono stati studiati e rielaborati secondo il suo gusto barocco. Un modello preparatorio in terracotta è tuttora conservato nei Musei Vaticani. In passato ritenuto opera di un assistente, dopo il restauro svolto negli anni Ottanta è stato riconosciuto come scultura del Bernini stesso, avente persino le sue stesse impronte digitali.

## Descrizione
L'opera mostra il caratteristico allungamento del corpo tipico dell'ultimo Bernini. Il giovane profeta si sta inginocchiando e il suo piede destro è leccato dal leone addomesticato. Daniele prega con fervore, tendendo la sua figura verso destra dalla nicchia, mentre il suo volto si volge a Dio, rappresentato sul mosaico della cupola. Il drappeggio della veste ondeggia dalle spalle all'area lombare, per arrivare fino ai lati della base.
Vi sono presenti parallelismi tematici e visivi con la statua di Giona di Lorenzetto. Entrambe le storie sono la vittoria sulla morte per grazia di Dio, e la morte minaccia ambedue i profeti, assumendo le sembianze di una belva pericolosa, la balena nel caso di Giona, e il leone per quanto riguarda Daniele. I profeti sono rappresentati con aspetto giovane, atletico ed eroico, più vicini alle raffigurazioni degli antichi dei, rispetto agli uomini barbuti descritti nell'Antico testamento. Mentre la testa di Giona fu ispirata dal volto delle antiche statue dell'Antinoo, per il Daniele Bernini trasse ispirazione da Alessandro Magno.